# Ante Vulin
Ante Vulin (Pag, 12. srpnja 1932. – Zagreb, 5. veljače 2012.) bio je hrvatski arhitekt i akademik., redoviti član Hrvatske akademije znanosti i umjetnosti.

## Životopis
Stvaralačka djelatnost arhitekta Vulina obuhvaćala je vrlo širok raspon arhitektonskih tema od stambene gradnje svih kategorija, hotela, škola, zdravstvenih stanica, robnih kuća, autobusnih kolodvora, izložbenih prostora i muzeja, sakralnih objekata do unutarnjih uređenja javnih i stambenih prostora, sudjelovanje na javnim natječajima i izložbama te uspjelih scenografskih rješenja (Stambena zgrada IGH u Zagrebu, robne kuće u Šibeniku i Kninu, Pastoralni centri u Splitu i Zagrebu, hotel u Vodicama, Dom umirovljenika u Šibeniku, Muzej grada Šibenika, Knjižnica Filozofskog fakulteta u Zagrebu).
Rodio se 12. srpnja 1932. u Pagu, realnu gimnaziju završio je u Šibeniku a diplomirao je na Arhitektonskom odsjeku Tehničkog fakulteta u Zagrebu 1959. godine u zvanju diplomiranog inženjera arhitekture.
Rezultate svojih umjetničkih istraživanja sustavno je prenosio mlađim generacijama na Arhitektonskom fakultetu Sveučilišta u Zagrebu: 1960. godine izabran je za stalnog asistenta predmeta Crtanje i Plastično oblikovanje, 1971. izabran je za predavača, 1975. za višeg predavača a 1985. izabran je za redovnog profesora. Na Katedri za arhitektonsko projektiranje vodio je kolegije Crtanje i Plastično oblikovanje, Arhitektonski crtež i grafika, Integralni rad, do umirovljenja 2002. godine. Od 1981. do 1985. bio je prodekan, a od 1989. do 1993. godine dekan Arhitektonskog fakulteta Sveučilišta u Zagrebu. Bio je voditelj Studija dizajna na Arhitektonskom fakultetu od 1998. do 2002. godine.
Svojim djelovanjem Ante Vulin svestrano je bio prisutan u matici kulturnih zbivanja i društvenom radu. Djela iz njegova opusa objavljivana su i analizirana u nizu domaćih i stranih časopisa. Uz arhitektonski, pedagoški i umjetnički rad bavio se scenografijom te je redovito sudjelovao na važnijim arhitektonskim izložbama, obavljao izbor i postavljao izložbe.
Bio je članom mnogih foruma, udruženja i savjeta, a među ostalim bio je član Državnog savjeta za prostorno planiranje Vlade Republike Hrvatske, predsjednik Društva arhitekata grada Zagreba i predsjednik Stručnog savjeta Saveza arhitekata Hrvatske.
Ante Vulin izabran je za člana suradnika 1977. godine, za izvanrednog člana 1986. godine, a redovitim članom Hrvatske akademije znanosti i umjetnosti postaje 1991. godine u Razredu za likovne umjetnosti.
Akademik Vulin u Akademiji je obnašao brojne funkcije: bio je voditelj Kabineta za arhitekturu i urbanizam, tajnik Razreda za likovne umjetnosti i član Predsjedništva od 2004. do 2010. te zamjenik tajnika Razreda od 2001. do 2003. i ponovno od 2011. godine.
Akademik Ante Vulin djelovao je preko četrdeset godina u arhitektonskoj praksi, ostvarujući projekte koji pokazuju osebujno interpretiranje modernih arhitektonskih načela, te profinjen osjećaj za, danas posebno naznačen, problem uklapanja novog u već postojeće arhitektonske i urbanističke cjeline. U svojim je djelima definirao snažnu individualnu notu likovne harmonije koja ga je uvela u red istaknutih kreatora. Usporedo s jakim naglaskom strukture u njegovim se djelima istodobno očituje i posebna nota izrazite senzibilnosti gotovo lirske poetičnosti koja najsnažnije ilustrira artističku ličnost akademika Vulina. 

## Nagrade i priznanja
Za svoj kreativni rad primio je niz društvenih priznanja: 
- Nagrada IV. Zagrebačkog salona za projekt Robne kuće u Puli (u zajednici s M. Bošnjakom) 1971.,
- Nagrada XI. Zagrebačkog salona 1976.,
- Nagrada Vladimir Nazor za Muzej u Kneževoj palači u Šibeniku 1975.,
- Nagrada Viktor Kovačić Saveza arhitekata Hrvatske za Stambeno-poslovni objekt s robnom kućom u Šibeniku (u zajednici s Vlastom Vulin) 1980.,
- Nagrada za stambenu arhitekturu Saveza arhitekata Hrvatske za urbanističko i arhitektonsko rješenje Zone B Šubićevac u Šibeniku (u zajednici s Vlastom Vulin) 1988.,
- Nagrada Vladimira Nazora za životno djelo 2007. te
- Nagrada Grada Šibenika za životno djelo 2008. godine za iznimne uspjehe u arhitektonskom oblikovanju dijelova Šibenika.[3]

## Vanjske poveznice
- http://info.hazu.hr/ante_vulin_biografija
- http://www.d-a-z.hr/hr/vijesti/preminuo-arhitekt-ante-vulin,1192.html
- Vulin, Ante (Tonči) Hrvatska tehnička enciklopedija, portal hrvatske tehničke baštine. LZMK